# 9537 Нолан
9537 Нолан (9537 Nolan) — астероїд головного поясу, відкритий 18 січня 1982 року.
Тіссеранів параметр щодо Юпітера — 3,349.